# (214869) 2007 PA8
2007 بي أي 8 (ويعرف أيضًا باسم (214869) 2007 بي أي 8 وفق تسمية الكوكب الصغير) (بالإنجليزية: 2007 PA8)‏ هو كويكب ضمن حزام الكويكبات؛ وترتيبه 214869 من حيث الاكتشاف.
اكتُشف هذا الجُرم الفلكي بواسطة بحث لنكولن عن الكويكبات القريبة من الأرض في 9 أغسطس 2007.

## وصلات خارجية
- (214869) 2007 PA8 في قاعدة بيانات مختبر الدفع النفاث لأجرام النظام الشمسي الصغيرة

- الاكتشاف · مخطط المدار ·  العناصر المدارية · المعلمات المادية

- (214869) 2007 PA8 على موقع ويكي سكاي: DSS2, SDSS, GALEX, IRAS, Hydrogen α, X-Ray, Astrophoto, Sky Map, Articles and images